# VIVA World Cup 2009
VIVA World Cup 2009 – trzecie w historii rozgrywki o puchar Nelsona Mandeli. Turniej został zorganizowany przez zwycięzcę drugiej edycji turnieju - Padanię.

## Format rozgrywek
W turnieju wzięło udział 6 drużyn:
- Padania (Obrońca tytułu i gospodarz)
- Sapmi (Laponia)
- Oksytania
- Iracki Kurdystan
- Prowansja
- Gozo (Debiutant)

Drużyny zostały podzielone na dwie trzy zespołowe grupy, z których dwie najlepsze drużyny zagrały w półfinałach o pozycje medalowe, natomiast drużyny z 3 miejsc rozegrały mecz o miejsca 5/6. Pomimo pogłosek, jakoby finał miał odbyć się na stadionie San Siro, ostatecznie został on rozegrany na stadionie Chievo i Hellas Verona, przy obecności około 4 000 widzów.

## Stadiony
| Stadion                      | Pojemność | Miasto  | Klub                         | Mecze                                                   |
| ---------------------------- | --------- | ------- | ---------------------------- | ------------------------------------------------------- |
| Stadio Comunale              | 12 380    | Novara  | Novara Calcio                | 2 (mecze grupowe)                                       |
| Stadio Franco Ossola         | 10 000    | Varese  | FC Varese                    | 4 (2 mecze grupowe, 2 półfinały)                        |
| Stadio Mario Rigamonti       | 27 547    | Brescia | Brescia Calcio               | 4 (2 mecze grupowe, mecz o 5 miejsce, mecz o 3 miejsce) |
| Stadio Marcantonio Bentegodi | 42 160    | Verona  | Chievo Verona, Hellas Verona | 1 (finał)                                               |

## Faza Grupowa

### Grupa A
| lp | zespół           | M | Z | R | P | bramki | pkt |
| -- | ---------------- | - | - | - | - | ------ | --- |
| 1. | Padania          | 2 | 2 | 0 | 0 | 3 : 1  | 6   |
| 2. | Iracki Kurdystan | 2 | 1 | 0 | 1 | 5 : 2  | 3   |
| 3. | Oksytania        | 2 | 0 | 0 | 2 | 0 : 5  | 0   |

| 22 czerwca 2009 21:00 CET | Padania · Giampietro Piovani 83' | 1 : 00 : 0nf-board | Oksytania | Stadio Comunale, Novara Widzów: 1 000 Sędzia: Mazzoleni |
|                           |                                  |                    |           |                                                         |

| 23 czerwca 2009 21:00 CET | Oksytania | 0 : 40 : 3nf-board | Iracki Kurdystan · 5' Ali Aziz Tahir · 35', 45' Ahmed Mohammed Mohamood · 56' Ferhad Saddeq Zaweti | Stadio Franco Ossola, Varese Widzów: 150 Sędzia: Anders |
|                           |           |                    | |                                                         |

| 24 czerwca 2009 21:00 CET | Padania · Emanuele Ferrari 5' · Maurizio Ganz 67' (karny) | 2 : 11 : 0nf-board | Iracki Kurdystan · 62' Mohammed Hama Khan Hamaredha | Stadio Mario Rigamonti, Brescia Widzów: 850 Sędzia: Copia |
|                           |                                                           |                    |                                                     |                                                           |

### Grupa B
| lp | zespół          | M | Z | R | P | bramki | pkt |
| -- | --------------- | - | - | - | - | ------ | --- |
| 1. | Prowansja       | 2 | 2 | 0 | 0 | 5 : 2  | 6   |
| 2. | Sapmi (Laponia) | 2 | 1 | 0 | 1 | 8 : 4  | 3   |
| 3. | Gozo            | 2 | 0 | 0 | 2 | 3 : 10 | 0   |

| 22 czerwca 2009 17:00 CET | Gozo · John Camilleri 73' | 1 : 30 : 1nf-board | Prowansja · 36', 77' Enais Hammond · 90+' Eddy Hammami | Stadio Comunale, Novara Widzów: 100 Sędzia: Buonanno |
|                           |                           |                    |                                                        |                                                      |

| 23 czerwca 2009 17:00 CET | Sapmi (Laponia) · Erik Bertelsen 6' | 1 : 21 : 1nf-board | Prowansja · 37' Enais Hammoud · 64' (karny) Eddy Hammami | Stadio Franco Ossola, Varese Widzów: 50 Sędzia: Iodice |
|                           |                                     |                    |                                                          |                                                        |

| 24 czerwca 2009 17:00 CET | Sapmi (Laponia) · Svein Ove Thomassen 12', 16', 17' · Jon Andreas Eira 48' · Daniel Reginiussen 52', 84' · Espen Bruer 78' | 7 : 23 : 0nf-board | Gozo · 79', 86' Christian Bugeja | Stadio Mario Rigamonti, Brescia Widzów: 80 Sędzia: Seerwand |
|                           | |                    |                                  |                                                             |

## Półfinały
| 25 czerwca 2009 21:00 CET | Padania · Emanuele Pedersoli 12' · Alessio Battaglino 38' · O. Vesterheim 41' (samobójcza) · A. Bottani 85' | 4 : 03 : 0nf-board | Sapmi (Laponia) | Stadio Franco Ossola, Varese Widzów: 1 100 Sędzia: Casnati |
|                           | |                    |                 |                                                            |

| 25 czerwca 2009 19:00 CET | Prowansja | 0 : 60 : 3nf-board | Iracki Kurdystan · 6' Ali Aziz Tahir · 16' Ferhad Saddeq Zaweti · 25' Persiar Abdulradha Salih · 56', 80' Karzan Abdullah Abdulqader · 71' Sawash Qader Hallo | Stadio Franco Ossola, Varese Widzów: 150 Sędzia: Modesti |
|                           |           |                    | |                                                          |

## Mecz o 5 miejsce
| 26 czerwca 2009 17:00 CET | Oksytania · Marc Ballue 21' · Julien Cantier 64' | 0 : 3 wo.1 : 0nf-board | Gozo · 83' John Camilleri | Stadio Mario Rigamonti, Brescia Widzów: 20 Sędzia: Poggipolini |
|                           |                                                  |                        |                           |                                                                |

## Mecz o 3. miejsce
| 26 czerwca 2009 21:00 CET     | Prowansja · Enais Hammoud 14', 88' · J. Matel 16' · B. Bennattar 21' | 4 : 4 k. 4 : 53 : 2nf-board                                                                   | Sapmi (Laponia) · 13', 53' (karny) Svein Ove Thomassen · 18' Espen Bauer · 82' Daniel Reginiussen | Stadio Mario Rigamonti, Brescia Widzów: 50 Sędzia: Capelli |
|                               |                                                                      |                                                                                               |                                                                                                   |                                                            |
|                               |                                                                      | Rzuty karne                                                                                   |                                                                                                   |                                                            |
| ? · ? · ? · ? · Enais Hammoud |                                                                      | Sven Ove Thomassen · Espen Bruer · Tony Molund Johansen · Jens Andersson · Tor-Martin Mienna. |                                                                                                   |                                                            |

## Finał
| 27 czerwca 2009 17:00 CET | Padania · Andrea D'Alessandro 73' · Andrea Casse 74' | 2 : 00 : 0nf-board | Iracki Kurdystan | Stadio Marcantonio Bentegodi, Verona Widzów: 2 000 Sędzia: Guida |
|                           |                                                      |                    |                  |                                                                  |

## Najlepsi strzelcy
| Zawodnik            | bramki   | Reprezentacja   |
| ------------------- | -------- | --------------- |
| Enais Hammoud       | 5 bramki | Prowansja       |
| Svein Ove Thomassen | 5 bramki | Sapmi (Laponia) |